# Mandus Thorman
Mandus Algot Tomas Thorman, född 6 maj 1998, är en svensk konståkare som tog guld i SM i Växjö 2013. Han tog brons på nordiska mästerskapen i Asker 2010 och i Stavanger 2015, han tog hem silver på nordiska mästerskapen 2011 i Hvidovre, Danmark. Thorman vann även Elitserien säsong 2014/2015. 
Han började åka skridskor 2004, då med både ishockey och konståkning. Thorman tävlade hela sin konståkningskärrier för Mörrums konståkningsklubb i Karlshamn där han är uppvuxen. Han tränade alltid för Susanne Olsson, och koreograf Kim Zandvoort.
Under SM 2013 i konståkning vintern 2013 låg Mandus Thorman på en andra plats efter korta programmet med 27,58 poäng. Efter 59,42 poäng i fria programmet slutade Mandus med en guldmedalj och totalt 87,00.